# Benia, Suceava
Benia este un sat în comuna Moldova-Sulița din județul Suceava, Bucovina, România. Locuitorii acestui sat au fost numiți în trecut huțuli sau huțani.

## Recensământul din 1930
Componența etnică a satului Benia
     Ruteni (60,06%)
     Români (36,2%)
     Evrei (1,24%)
     Germani (1,97%)
     Altă etnie (0,53%)
Componența confesională a satului Benia
     Ortodocși (95,23%)
     Romano-catolici (1,04%)
     Mozaici (1,24%)
     Evanghelici\Luterani (1,04%)
     Altă religie (1,45%)
Conform recensământului efectuat în 1930, populația satului Benia se ridica la 964 locuitori. Majoritatea locuitorilor erau ruteni (60,06%), cu o minoritate de germani (1,97%), una de evrei (1,24%) și una de români (36,2%). Alte persoane s-au declarat: maghiari (1 persoană), polonezi (3 persoane) și huțuli (1 persoană). Din punct de vedere confesional, majoritatea locuitorilor erau ortodocși (95,23%), dar existau și romano-catolici (1,04%), mozaici (1,24%) și evanghelici\luterani (1,04%). Alte persoane au declarat: reformați\calvini (1 persoană), greco-catolici (3 persoane), adventiști (2 persoane) și fără religie (8 persoane).
 Acest articol despre o localitate din județul Suceava este deocamdată un ciot. Puteți ajuta Wikipedia prin completarea lui.